# Mars (Loire)
Mars ist eine französische Gemeinde mit 560 Einwohnern (Stand: 1. Januar 2022) im Département Loire in der Region Auvergne-Rhône-Alpes. Sie gehört zum Arrondissement Roanne und zum Kanton Charlieu.

## Geographie
Mars liegt etwa 18 Kilometer nordöstlich von Roanne am Forez. Umgeben wird Mars von den Nachbargemeinden Maizilly im Norden, Coublanc im Norden und Nordosten, Écoche im Osten, Arcinges im Südosten, Cuinzier im Süden, Villers im Südwesten, Chandon im Westen sowie Saint-Denis-de-Cabanne im Nordwesten.

## Bevölkerungsentwicklung
| Jahr                       | 1962 | 1968 | 1975 | 1982 | 1990 | 1999 | 2006 | 2017 |
| Einwohner                  | 522  | 504  | 518  | 524  | 533  | 551  | 553  | 560  |
| Quellen: Cassini und INSEE |      |      |      |      |      |      |      |      |

## Persönlichkeiten
- Jacques-Rémy Girerd (* 1952), Regisseur